# Castillo de Colliston
El castillo de Colliston es una edificación histórica cercana a la localidad de Arbroath (Escocia). Fue construido en 1545 por orden del cardenal David Beaton, abad de la Abadía de Arbroath. Inicialmente se construyó como un castillo de planta en Z, aunque posteriormente, en los siglos XVIII y XIX, el edificio fue ampliado modificando su estructura original. 

## Historia
La finca fue cedida a John Guthrie y su esposa Isabella Ogilvy, por el cardenal David Beaton, abad de la Abadía de Arbroath y arzobispo de St. Andrews, el 25 de julio de 1544. La concubina durante más de veinte años del cardenal Beaton fue Marion Ogilvy, probablemente madre de Isabella.
La estructura original de "planta en Z" fue levantada en 1583. Esta consiste en un bloque principal con dos torres redondas que sobresalen en esquinas opuestas y una torreta de escalera que se eleva en uno de los ángulos de reentrada entre el bloque principal y la torre. Esta torre, que también alberga la entrada al castillo, está curvada en la parte superior para formar una cámara de vigilancia a dos aguas. El concepto es similar al del Castillo de Claypotts y está ampliamente provisto de armas de fusión amplia y agujeros circulares para la defensa. Los cabezales de la pared y todo el piso superior fueron remodelados varias veces y no son originales.
El castillo fue vendido en 1684 por Sir Henry Guthrie al doctor Gordon. En 1721 el propietario era George Chaplin. Colliston fue propiedad de la familia Chaplin hasta que en 1920, John Hume Adams Peebles-Chaplin lo vendió a Richard Bruce, nieto del Conde de Elgin, que convirtió en sala de armas la cocina original de la torre oeste. Tras la muerte de Bruce en 1929, su viuda vendió la finca al Capitán Alfred Knox. 
Actualmente el castillo se alquila para la organización de bodas y eventos.